# La Mort de Danton (film)
Pour les articles homonymes, voir Danton (homonymie).
Pour plus de détails, voir Fiche technique et Distribution.
La Mort de Danton est un documentaire français réalisé par Alice Diop et sorti en 2011.

## Synopsis
Steve, habitant d'un quartier populaire d'Aulnay-sous-Bois en Seine-Saint-Denis, veut devenir acteur. Il a suivi pendant trois ans une formation de comédien au cours Simon. Il rêve d'interpréter Danton.

## Fiche technique
- Titre : La Mort de Danton
- Réalisation : Alice Diop
- Scénario : Alice Diop
- Photographie : Blaise Harrison
- Son : Pascale Mons
- Montage : Amrita David
- Production : Mille et une Films
- Pays  :  France
- Genre : documentaire
- Durée : 64 minutes
- Date de sortie : France - 25 mars 2011

## Distribution
- Steve Tientcheu

## Distinctions[1]

### Récompenses
- Prix des bibliothèques au festival Cinéma du réel 2011
- Grand prix du Festival du film d'éducation d'Évreux 2011
- Étoile de la SCAM 2012

### Sélections
- Rencontres Cinéma de Gindou 2011
- Festival Cinéma et droits humains 2011
- Festival international du film d'Amiens 2011